# Dalzell Canyon
Dalzell Canyon es un territorio no organizado ubicado en el condado de Pennington en el estado estadounidense de Dakota del Sur. En el Censo de 2010 tenía una población de 5 habitantes y una densidad poblacional de 0,06 personas por km².

## Geografía
Dalzell Canyon se encuentra ubicado en las coordenadas 44°19′12″N 102°18′15″O / 44.32000, -102.30417. Según la Oficina del Censo de los Estados Unidos, Dalzell Canyon tiene una superficie total de 86.12 km², de la cual 86.12 km² corresponden a tierra firme y (0%) 0 km² es agua.

## Demografía
Según el censo de 2010, había 5 personas residiendo en Dalzell Canyon. La densidad de población era de 0,06 hab./km². De los 5 habitantes, Dalzell Canyon estaba compuesto por el 100% blancos, el 0% eran afroamericanos, el 0% eran amerindios, el 0% eran asiáticos, el 0% eran isleños del Pacífico, el 0% eran de otras razas y el 0% pertenecían a dos o más razas. Del total de la población el 0% eran hispanos o latinos de cualquier raza.